# Alessandro Longo
Pour les articles homonymes, voir Longo.
Alessandro Longo (Amantea, 31 décembre 1864 – Naples, 3 novembre 1945) est un compositeur et musicologue italien.

## Biographie
Longo est né à Amantea. Après avoir étudié au Conservatoire de Naples avec Beniamino Cesi et Paolo Serrao, il commence à y enseigner le piano en 1887, suppléant Cesi, et lui succédant en 1897. En tant que pianiste, il a souvent joué de la musique de chambre avec le Quatuor Ferni et le Quartetto Napoletano. Il a fondé plusieurs institutions musicales à Naples, et acquis une grande réputation en tant que pianiste concertiste. En 1914 il commence à éditer  la revue L'Arte Pianistica. Il devient directeur du Conservatoire de Naples en 1944, et meurt à Naples l'année suivante, à l'âge de 80 ans.
Aujourd'hui, Alessandro Longo est principalement connu pour avoir dressé un catalogue presque complet de la musique pour clavier de Domenico Scarlatti. Pendant près d'un demi-siècle, les sonates pour clavier de Scarlatti ont été identifiées par leurs numéros Longo, mais par la suite ceux-ci ont été progressivement remplacés par les numéros du catalogue de Ralph Kirkpatrick. Le catalogue de Longo provient de sa publication des œuvres de Scarlatti en 11 volumes. Il est fondé sur le choix d'un regroupement des sonates en « suites » tonales, alors que le catalogue établi par Kirkpatrick en 1953 est fondé sur la chronologie des diverses sources qui sont parvenues jusqu'à nous (éditions d'époque et copies manuscrites).
Longo a également édité des œuvres de Domenico Gallo.
Ses propres compositions comprennent entre autres deux œuvres pour piano à quatre mains, une sérénade et une suite, des suites pour piano avec basson, avec hautbois, avec flûte et avec clarinette,.
Son fils, Achille Longo (1900-1954), est également compositeur,.